# Nikolaos Platon
Nikolaos Platon (n. 8 ianuarie 1909, Cefalonia – d. 28 martie 1992, Atena) a fost un renumit arheolog grec. El a absolvit Facultatea de Literatură și Arheologie a Universității din Atena. Și-a început cercetările arheologice în 1930 ca asistent la Muzeul din Heraklion, Creta. A plecat la Paris în 1937 pentru a-și aprofunda studiile, iar în 1939 a devenit director al aceluiași Muzeu din Heraklion.
Nikolaos Platon este renumit în special pentru descoperirea în 1961 și excavarea Palatului minoic de la Zakros, complex palațial care nu fusese jefuit la momentul distrugerii sale.